# Capraia e Limite
Capraia e Limite ist eine italienische Gemeinde mit 7822 Einwohnern (Stand 31. Dezember 2023) in der Metropolitanstadt Florenz in der Region Toskana.

## Geografie

Lage von Capraia e Limite in der Metropolitanstadt Florenz

Die Gemeinde erstreckt sich über etwa 25 km². Sie liegt rund 22 km westlich der Provinz- und Regionalhauptstadt Florenz am Arno.
Zu den Ortsteilen zählen Capraia Fiorentina, Castra, Limite sull’Arno und Pulignano.
Die Nachbargemeinden sind Carmignano (PO), Empoli, Montelupo Fiorentino und Vinci.

## Geschichte
Die ersten Spuren einer Besiedelung der Gegend stammen aus der Bronzezeit. Aus dieser Zeit wurden unter anderem Keramiken gefunden. Die Gegend wurde anschließend von den Etruskern besiedelt, die sich ebenfalls der Keramikherstellung widmeten.

### Capraia Fiorentina
Im Mittelalter hatte Capraia besondere Bedeutung durch seine Lage auf der Anhöhe, die das Arnotal dominiert. Der Ort lag im Machtbereich der Familie Alberti di Mangona, bis er in die Konflikte zwischen Florenz und Pistoia geriet. Anfang des 13. Jahrhunderts errichteten die Florentiner die Burg von Montelupo auf der gegenüberliegenden Arnoseite, um die Expansion der Pistoier aufzuhalten. Nach der Niederlage der Pistoier kurze Zeit später, erreichten den Ort die Streitigkeiten der Ghibellinen und Guelfen. Die in die Burg von Capraia geflüchteten Guelfen aus Florenz sahen sich nach erfolglosen Friedensverhandlungen und nach Verrat einem Angriff der Ghibellinen ausgesetzt, die die Burg daraufhin einnahmen und die Anführer der Guelfen gefangen nahmen. 1250 kehrten die Guelfen in den Ort zurück. Der Name Capraia lässt sich auf die Bezeichnung Cerbaria (von Cervi: Hirsche bzw. Capra: Ziege) zurückführen. Unter diesem Ortsname wurde der Ort schon von Otto III. in Dokumenten an den Bischof von Pistoia erwähnt.

### Limite sull’Arno
Der Ort ist wesentlich jünger als Capraia und wurde erstmals 940 in Unterlagen der Grafen Guidi erwähnt, die ebenfalls in Pistoia residierten. Im 14. Jahrhundert wurde der Ort von Pistoia an Florenz übergeben. Der Name Limite (Grenze) entstammt seiner Lage an der Grenze der beiden Gebiete von Pistoia und Florenz. Aufgrund seiner direkten Lage am Arno wurde der Ort für die Binnenschifffahrt wichtig und wuchs stetig in der Bevölkerungszahl, so dass die Gemeindeverwaltung 1874 von Capraia an Limite überging.

## Sehenswürdigkeiten
- Chiesa di Santa Maria, Kirche aus dem 12. Jahrhundert im Ortsteil Limite sull’Arno

## Gemeindepartnerschaften
- Bir Lehlu, Westsahara

Capraia e Limite ist weiterhin Mitglied des Bundes der europäischen Napoleonstädte.

## Persönlichkeiten
- Antonio Baldacci (* 1965), Ruderer